# Enrico Bacher
Enrico „Heini“ Bacher (* 27. Dezember 1940 in Waidbruck; † 18. November 2021 in Bozen) war ein italienischer Eishockeyspieler.

## Werdegang
Enrico Bacher war über 20 Jahre lang Teil des HC Bozen. Mit dem Klub konnte er viermal die italienische Meisterschaft gewinnen und war zudem zeitweise Kapitän beim HC Bozen.
Mit der italienischen Nationalmannschaft nahm Bacher an den Olympischen Winterspielen 1964 in Innsbruck teil, wo er in acht Spielen zum Einsatz kam und dabei drei Tore erzielte.
Mit dem Ende seiner aktiven Laufbahn war Bacher als Trainer tätig.
Am 30. September 2021 wurde Bacher in Ronzone, wo er eine Ferienwohnung besaß, von einem Lastkraftwagen angefahren und schwer verletzt ins Krankenhaus eingeliefert. Am 18. November starb Bacher in Folge seiner Verletzungen.

## Familie
Sein Vater Achille Bacher nahm im Skilanglauf an den 1. Olympischen Winterspielen 1924 in Chamonix teil. Sein Bruder Mario war ebenfalls Skilangläufer und startete bei den Olympischen Winterspielen 1968. Neben ihm hatte Enrico Bacher mit Fritz, Sepp und Albert drei weitere Brüder. Mit seiner Frau Bruna hatte er einen Sohn namens Patrick.